# Ojciec Mateusz
„Ojciec Mateusz“ е полски криминално-обичай сериал, създаден през 11 ноември 2008 година. Сериалът е полска версия на италиански Don Matteo.

## Сюжет
Внимание:  Текстът по-долу разкрива сюжета на произведението (или части от него)!
Отец Матеуш заедно с приятел полицай решава загадките и помага на хората.

## Актьорски състав
| Актьор             | Роля                             |
| ------------------ | -------------------------------- |
| Артур Жмийевски    | Матеуш Жмигродзки, отец          |
| Пьотър Полк        | Орест Можейко, инспектор         |
| Михал Пела         | Мечислав Ноцул, аспирант         |
| Кинга Прайс        | Наталия Боровик, домакиня        |
| Славомир Ожеховски | Епископ                          |
| Лукаш Левандовски  | Пьотър, помощник в черквата      |
| Александра Гурска  | Луцина Велицка                   |
| Мачей Мушял        | Михал Велицки                    |
| Рафал Чешински     | Пшемислав Гибалски, полицай      |
| Артур Понтек       | Марян Марчак, полицай            |
| Ерик Любос         | Валдемар Гжеляк (прякой Плусква) |
| Пьотър Козловски   | Яцек Коланко, свещеник           |
| Тамара Арчюх       | Юстина Малец                     |
| Пьотър Мязга       | Бронислав Вежбицки, полицай      |
| Томаш Венцек       | Людвик Банаш, полицай            |
| и другите          |                                  |